# リジ
リジ（리지 / 莉茲 / Lizzy、1992年7月31日 - ）は、大韓民国の女性歌手、俳優。本名、パク・スヨン（박수영 / 朴修映 / Park Soo-Young）。
女性アイドルグループAFTERSCHOOLおよび派生ユニットOrange Caramelのメンバーとして歌手活動をしていた。釜山広域市出身。

## 来歴
2010年3月、AFTERSCHOOLに加入。同年6月17日、同グループ内ユニットOrange Caramelを結成。
2018年4月30日、Pledisエンターテインメントとの契約期間満了によりAFTERSCHOOLを脱退。同年5月、CELLTRIONエンターテインメントと専属契約を締結。
2021年5月18日、江南区清潭洞永大橋南端で自動車を運転中に前を走行するタクシーに突っ込む事故を起こした。事故当時、血中アルコール濃度は免許取り消しレベルに達しており、6月4日、飲酒運転の疑いでソウル中央地検に書類送検された。その後在宅起訴され10月28日の公判で罰金1500万ウォン（約145万円）が言い渡された。

## プロフィール
- 生年月日：1992年7月31日（33歳）
- 身長：170cm
- 血液型：A型

## 出演
- プレイガールズスクール
- Running Man (2010年 - 2011年)
- まるごとマイ・ラブ (2011年) バク・スンドク役
- 青春不敗 (2010年) 第43回
- マイ・ラブリー・ブラザーズ (2012年 - 2013年) チン・ユリ役
- 悪霊病棟 (2013年) 第3,4話
- WEBドラマモモサロン (모모살롱)(2014年) 全6話（GmarketZone）